# Église Saint-Martin de Pont-à-Mousson
L’église Saint-Martin de Pont-à-Mousson est une ancienne collégiale située sur la commune française de Pont-à-Mousson dans le département de Meurthe-et-Moselle et la région Lorraine. Elle a été construite du XIIIe au XVe siècle et a été classée Monument historique par la liste de 1840.

## Historique
Cette église conventuelle de l'ordre des Antonins est édifiée à la fin du XIIIe siècle sous le vocable de Saint-Antoine en complément d'une maladrerie qui existait déjà dans la ville. Elle est consacrée par le vicaire général de l'évêque de Metz, Adhémar de Monteil.
Une première consécration de l'église intervient en 1335. Dès la fin du XIVe siècle ce premier édifice est remplacé par l'actuel, achevé au début du siècle suivant.
Louis d'Anjou, mort en mars 1444, fils du roi René, y est inhumé.
À la suite de la création de l'université en 1572 par le pape Grégoire XIII, l'église est attribuée, en 1574, aux jésuites qui l'utilisèrent jusqu'en 1768, date de leur expulsion du duché de Lorraine.
Un incendie ravage l'une de ses tours en 1623 ; la légende raconte qu'au milieu du brasier, le spectre furieux de l'ancien prieur des Antonistes serait apparu, et que l'incendie aurait été sa revanche sur les frères Jésuites.
En 1776 elle est rattachée à l'ordre des chanoines réguliers, qui en font la chapelle du collège et de l'École royale militaire.
Le 3 juin 1786 elle remplace l'église paroissiale du quartier de la rive droite de la Moselle, sous le vocable Saint-Martin, après de nombreuses années de tractations entre les habitants de la paroisse, les magistrats de la ville, les chanoines et l'évêque de Toul.
Classée Monument Historique en 1841, ses restaurations sont menées par différents curés, la municipalité s'en désintéressant au point d'en demander le déclassement en 1880.
En 1860 le portail sud est reconstruit dans le style néo-gothique. De 1860 à 1878 le portail occidental est restauré, des sculptures sont placées dans les niches vides.

## Architecture

### Façade
Les tours de l'église reprennent la forme octogonale, en proportions plus réduites, des tours de la cathédrale Saint-Étienne de Toul, ce qui explique la richesse de leur décor comparé au soubassement des tours d'un gothique plus ancien. Ces tours serviront de modèle à l'extraordinaire façade flamboyante de la cathédrale de Toul. La rosace et la verrière qui la soutient renvoient plutôt à la fameuse verrière d'Hermann de Münster sur la façade de la cathédrale de Metz. On peut également admirer le portail richement décoré, cette fois encore inspirée de la cathédrale de Toul, mais dont la statuaire fut refaite au XIXe siècle d'après les originaux détruits à la Révolution. On trouve un transept non-saillant, mais nettement visible en élévation, comme souvent dans la tradition Lorraine, c'est à cet emplacement que se trouvait le jubé, réutilisé au XVIIe siècle comme tribune d'orgue.

### Intérieur
La sobriété du chœur gothique du XIIIe siècle et l'élégance de la nef du XVe siècle tranchent avec les éléments décoratifs du XVIIIe, de style classique, et intégrés dans le respect de l'édifice médiéval. L'ancien jubé, l'un des rares jubés de Lorraine à être conservés, sert de tribune d'orgue et témoigne de la finesse d'un gothique flamboyant, encore très en vogue dans la Lorraine jusqu'au XVIe siècle. Il a été déplacé là par les jésuites autour de 1610.
De nombreux éléments héraldiques évoquant les antonins furent supprimés par les jésuites au début du XVIIe siècle. Après de longues procédures, ceux-ci furent contraints de les restaurer dans les années 1740.
Tous les éléments classiques sont des apports dus aux jésuites, actifs dans l'université de Pont-à-Mousson, face à l'église :
- ainsi, le maître-autel[7] et les décorations du chœur furent intelligemment mis en place dans une configuration qui rappelle encore la cathédrale de Toul. Les tableaux sont surmontés d'une corniche supportant des reliquaires en bois doré et des statues de saints ; la chaire est réalisée en 1739 sur les dessins du frère prémontré Thomas. Les tableaux de Jacques Durand sont réalisés entre 1745-47. La voûte est restaurée en 1746. Le maître-autel, construit en 1608, est repris en 1748[2].
- la chapelle Saint-Pierre-Fourier est décorée dans un style très italien utilisant marbre noir et pierre blanche[8] ;
- la chapelle Saint-François-Xavier[9] est représentative du style baroque, peu fréquent en Lorraine.

Au Moyen Âge il eut un mur séparant le peuple et les antonistes. Le peuple venait se faire soigner.

## Œuvres d'art

### Le «Sépulcre de Pont-à-Mousson»
Mise au tombeau à treize personnages, réalisée vers 1420 par le Maître de Pont-à-Mousson dans lequel l'influence allemande du « Heilige Grab », et la finesse des écoles champenoises et flamandes, aurait été commandé par Baldemar-Johannis de Biebelnheim, qui dirigea la maison des Antonistes de Pont-à-Mousson de 1415 à 1430. Toutefois les recherches récentes mettent en avant le mécénat de Robert Ier de Bar. C'est un des plus anciens monuments de ce genre en Lorraine qui de par la profusion des personnages et influencera toutes les mises au tombeau successives de Champagne et de Lorraine, en partie les œuvres de Ligier Richier notamment son fameux Sépulcre.
- Quelques gisants médiévaux d'un chevalier et d'une princesse de Bar y sont également remarquables, sous un enfeu plus récent ;
- tombeau armorié de Geoffroi de Kaysersberg, mort en 1358, dans le bas-côté sud, à gauche du Sépulcre ;
- monument funéraire mural d'Esther d'Aspremont, morte en 1592[12], du côté nord.

## Galerie d'images

Images de l'Église
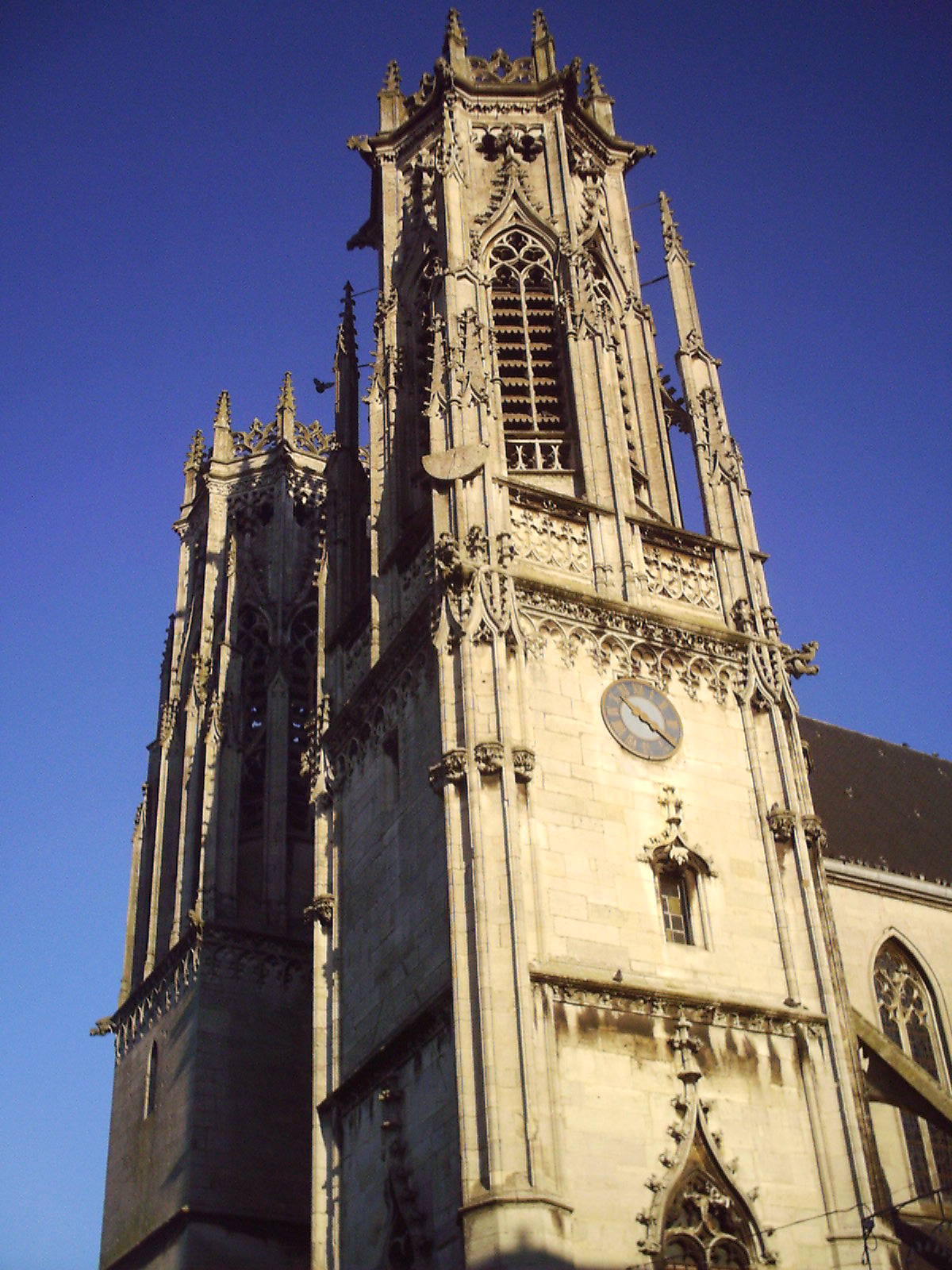
Église Saint-Martin de Pont-à-Mousson.
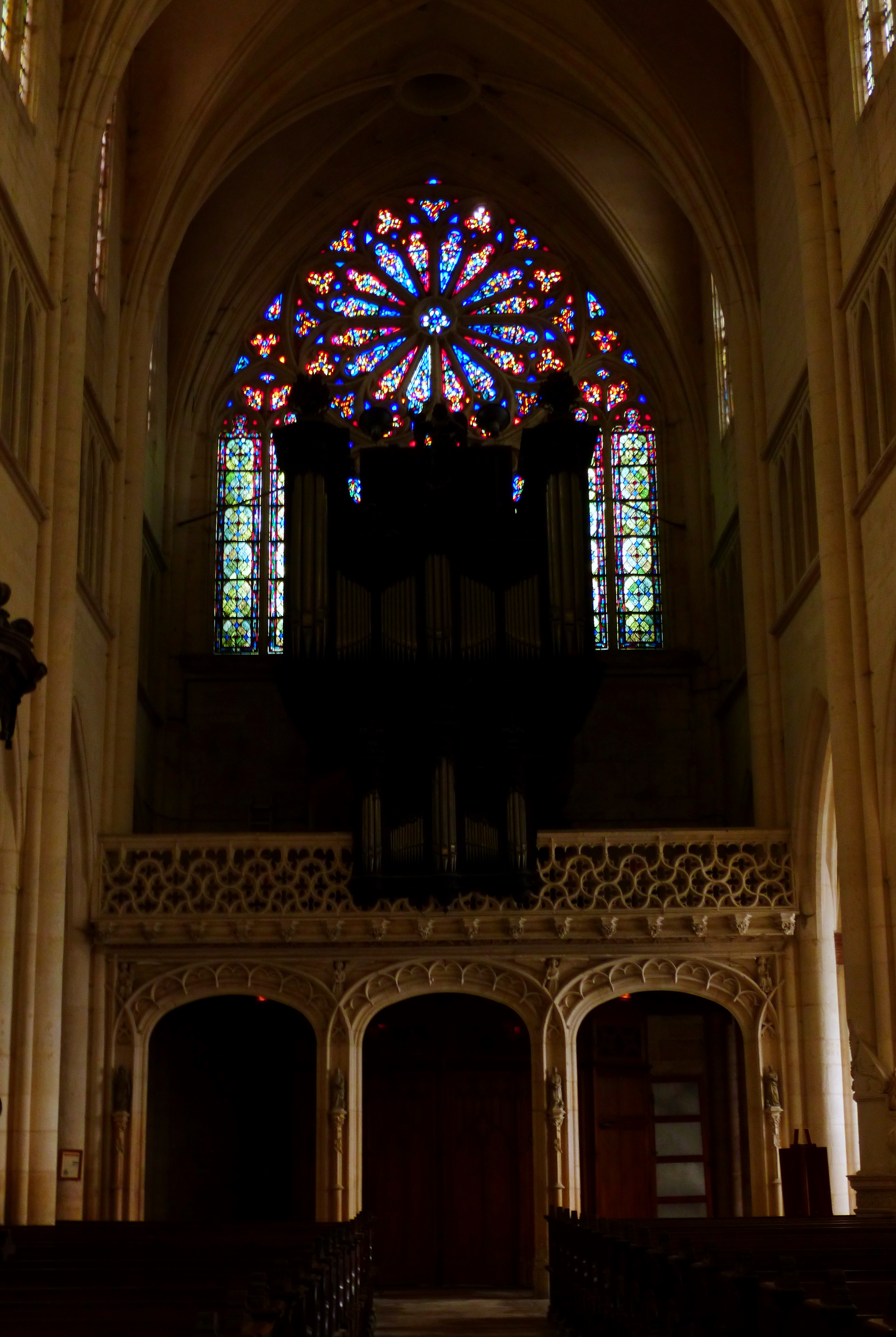
Intérieur avec la verrière occidentale et le grand orgue.
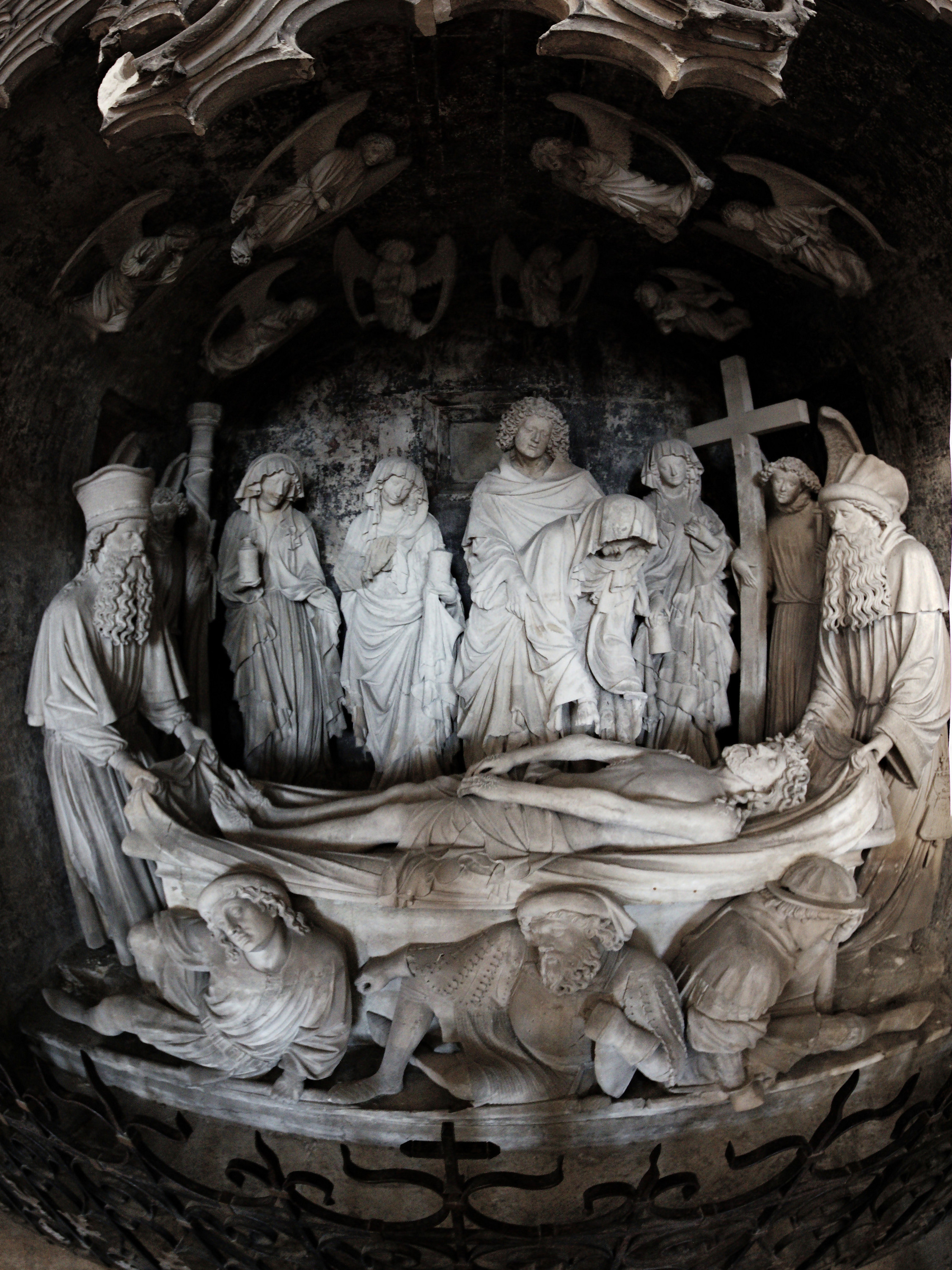
Le sépulcre, mise au tombeau du XVe siècle.
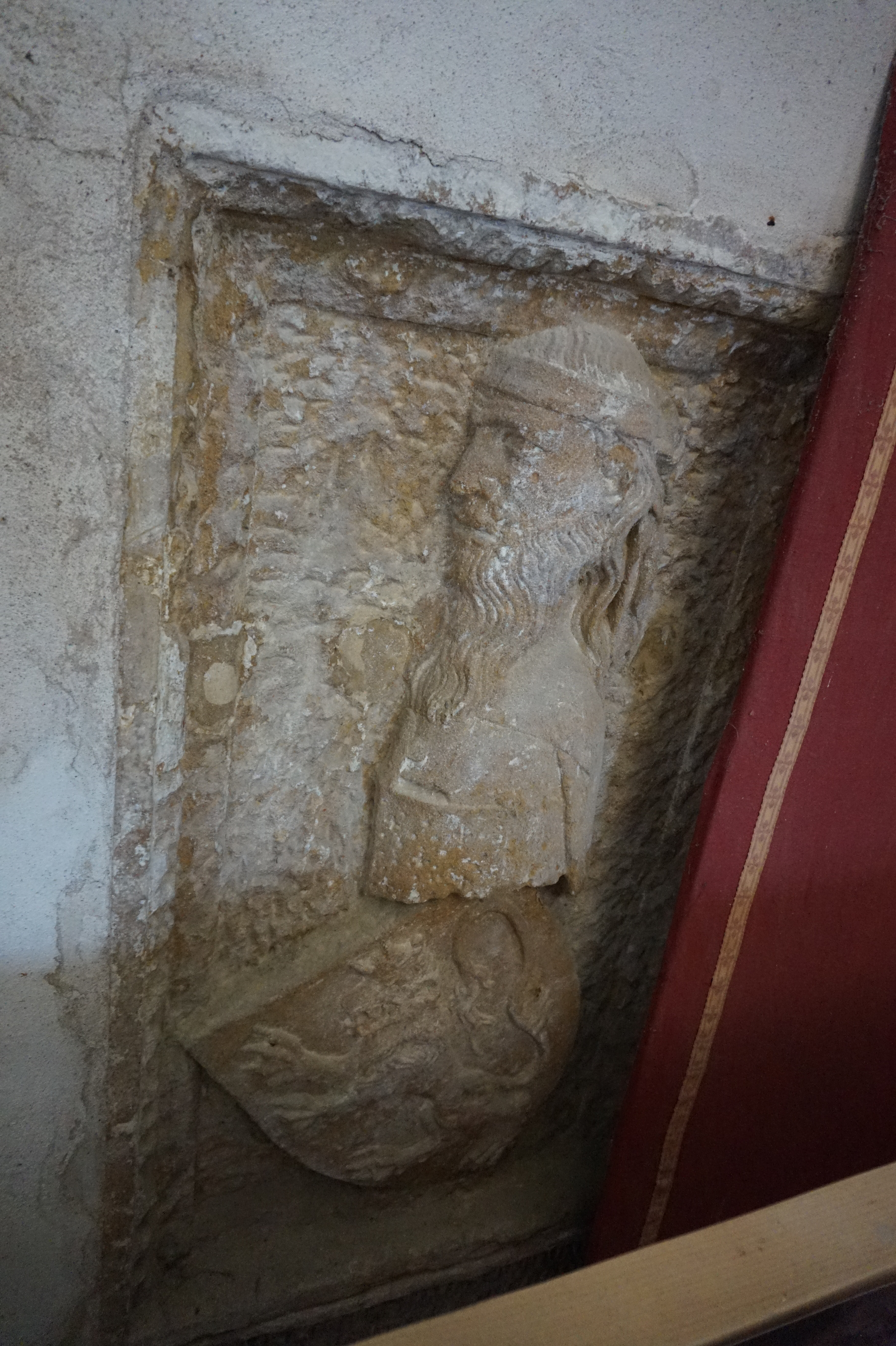
Tombeau de Geoffroi de Kaysersberg († 1358).
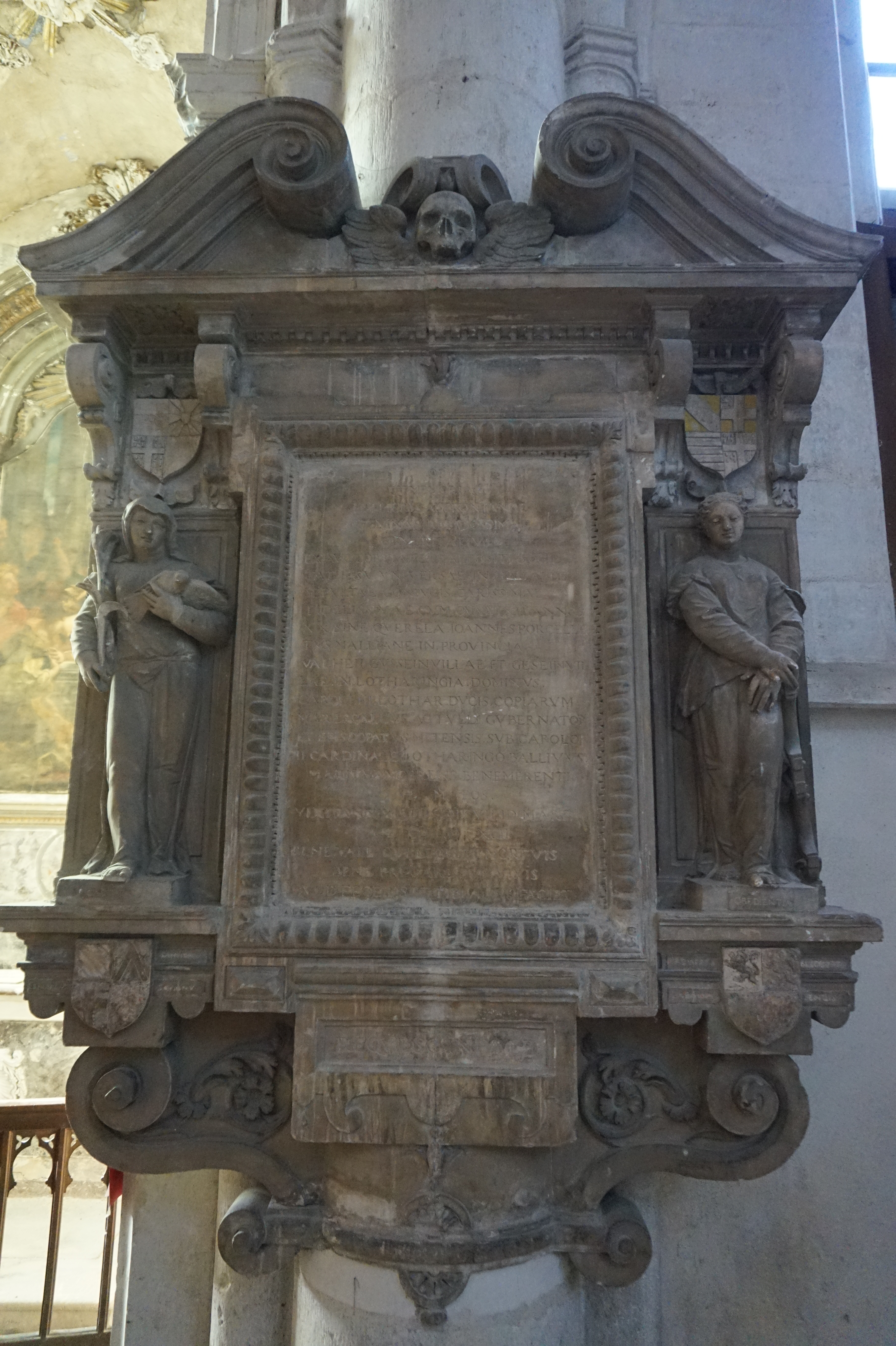
Monument à Esther d'Aspremont († 1592).